# Romunska revolucija 1989
Romunska revolucija 1989, imenovana tudi Božična revolucija, je potekala v Romuniji od 16. do 25. decembra 1989. Z revolucijo je bil nasilno strmoglavljen komunistični režim romunskega diktatorja Nicolaeja Ceaușescuja, ki je bil skupaj z ženo Eleno obsojen na smrt in usmrčen. To je bila edina nasilna sprememba komunističnega režima v Vzhodni Evropi leta 1989, prav tako pa tudi edina, kjer je prišlo do usmrtitve najvišjih predstavnikov režima.